# Rein Willems
Reinier (Rein) Willems (Geleen, 26 augustus 1945) is een Nederlands politicus voor het CDA, bestuurder en voormalig topfunctionaris. Van 12 juni 2007 tot 7 juni 2011 was hij lid van de Eerste Kamer der Staten-Generaal. Van 2003 tot 1 september 2007 was Willems president-directeur van Shell Nederland B.V..

## Levensloop
Willems studeerde aan de Technische Hogeschool Delft chemische technologie. In 1970 trad hij in dienst van de Koninklijke Shell Groep. Hij bekleedde tal van functies in de chemiesector van Shell, onder andere in Australië, Groot-Brittannië, Nederland en Brazilië. In 1993 werd hij president van Shell Philippines. Tussen 1998 en 2003 was hij executive vicepresident bij Shell Chemicals in Londen en Singapore voor respectievelijk base chemicals en business units and procurement. Willems is lid van het dagelijks bestuur van VNO-NCW en gedelegeerd commissaris bij de Gasunie. Het kabinet-Rutte benoemde Willems tot "boegbeeld" van de "topsector" chemie.
Verder is hij onder meer voorzitter van de Milieucommissie VNO-NCW en voorzitter van de Raad van Commissarissen Kon. Joh. Enschedé en de Van Leeuwen Buizen Groep en voorzitter van het bestuur van de Stichting Toekomstbeeld der Techniek (STT). Hij zat in de commissie Keuzes voor Duurzaamheid van het Wetenschappelijk Instituut van het CDA en was voorzitter van de Vereniging van de Nederlandse Chemische Industrie (VNCI).
Rein Willems zat van 1982 tot 1986 namens het CDA in de gemeenteraad van de voormalige gemeente Ottoland, die nu valt onder de gemeente Molenlanden. Bij de Eerste Kamerverkiezingen 2007 werd hij op een zesde plek op de kandidatenlijst van zijn partij geplaatst; de hoogste nieuwkomer.

## Persoonlijk
Rein Willems is protestants. Hij is getrouwd en heeft drie kinderen.
- Parlement.com: vhjogfpxavzr